# 카르멜산

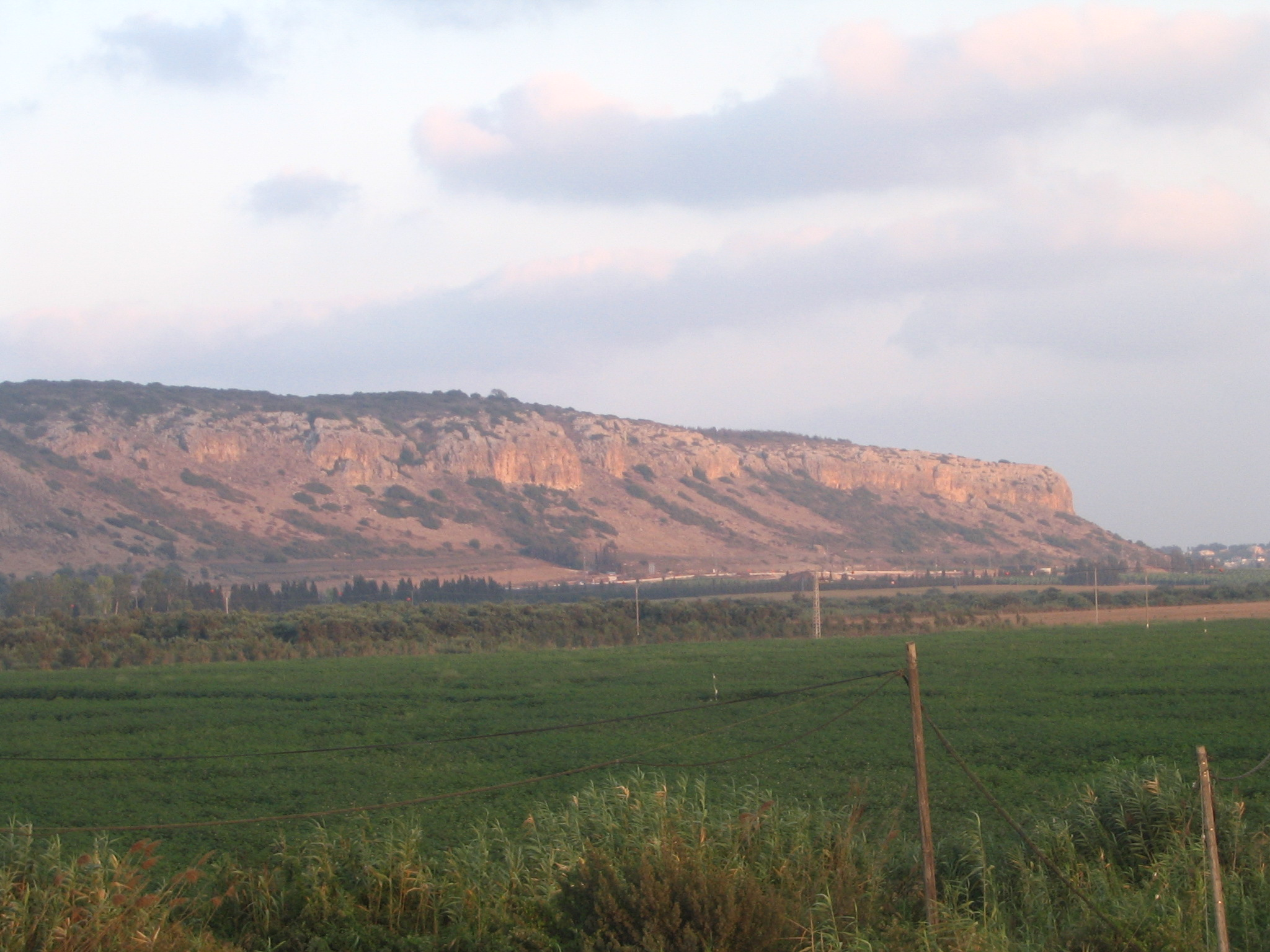
카르멜 산

카르멜산(히브리어: הר הכרמל) 또는 갈멜산은 이스라엘 북부 하이파에 위치한 산이며 남북 39km에 걸쳐 펼쳐져 있는 구릉지이다. 카르멜이라는 이름은 ‘농장’ 또는 ‘정원’을 뜻하며, 산의 대부분이 초목으로 뒤덮여 있다.
카르멜 산지는 해안 평야와 이스르엘 계곡에서 갑자기 솟아나 지중해로 돌출되어 있다. 카르멜 산의 튀어나온 부분 때문에 해안선은 갈고리 모양을 갖게 되었다. 

## 역사
아모스서와 열왕기에 따르면 카르멜 산은 접근하기 어려워서 피난과 도피의 장소로 이용되는 경우가 많았다고 한다.
기원전 15세기 ~ 12세기 이집트 역사 기록에서는 카르멜 산을 ‘거룩한 해각’이라고 지칭했다. 기원전 4세기의 한 문헌은 카르멜 산을 ‘제우스 신의 성산’이라고 지칭하고 있다.
1209년에 가르멜회가 이곳에서 창설했으며, 바하이 신앙의 성지이기도 하다.
1930년대 이루어진 발굴로 후기 구석기 시대 당시의 네안데르탈인 및 호모 사피엔스의 유해 및 매장지가 발견되었으며, 인류 진화 유적지는 2001년 세계유산에 추가되었다.

## 같이 보기
- 가르멜 산의 성모